# 유로비전 영 뮤지션스

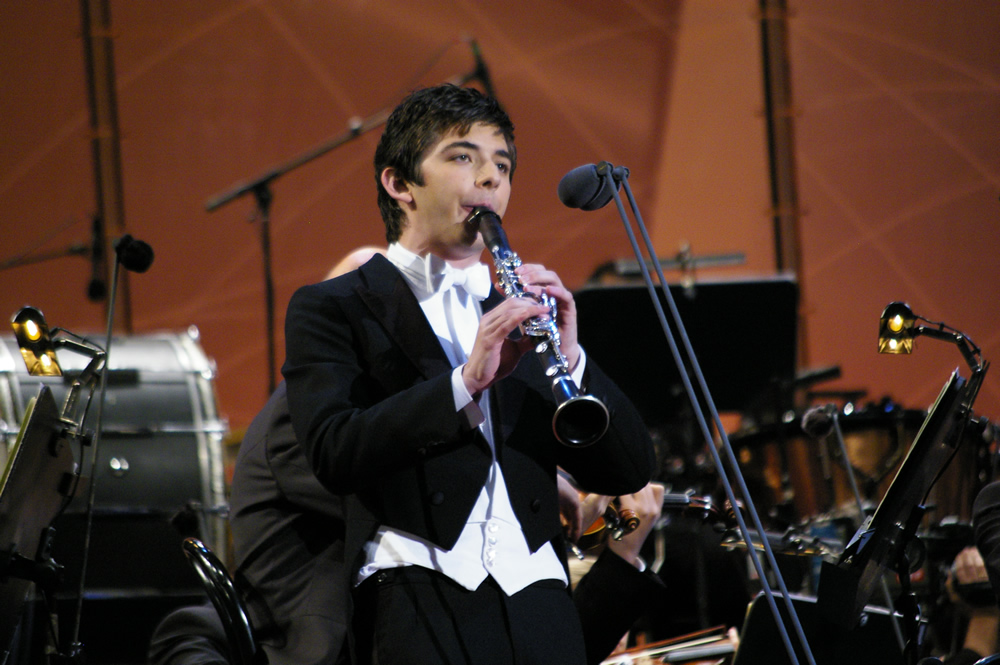

유로비전 영 뮤지션스(Eurovision Young Musicians, 프랑스어: L'Eurovision des Jeunes Musiciens)는 유럽 방송 연맹이 2년마다 개최하는 유럽 음악 경연회이다.

## 같이 보기
- 유로비전 영 댄서스